# Bagad Kemper
Vous lisez un « bon article » labellisé en 2012.
Le Bagad Kemper est un bagad de la ville de Quimper dans le Finistère, en France. L'ensemble comporte aussi un groupe secondaire, le Bagad Glazik Kemper, ainsi qu'un bagad école, le Bagadig Kemper.
Il est créé en 1949 et remporte son premier titre de championnat des bagadoù dès 1951. Il connait par la suite une période de performances moins bonnes jusqu'au milieu des années 1970 et remporte depuis régulièrement le championnat, le dernier étant obtenu en 2022. Il compte cette même année vingt-trois titres, ce qui en fait à ce jour le groupe le plus récompensé.
Ses productions musicales sont réalisées avec des artistes bretons comme Dan Ar Braz, notamment via leur participation à l'Héritage des Celtes, ou plus récemment Red Cardell pour le spectacle Fest-Rock. Il a également travaillé avec d'autres musiciens de musique celtique tels que Carlos Núñez ou Susana Seivane. Ses participations aux œuvres d'artistes comme Johnny Clegg sont aussi notables. Le groupe a par ailleurs publié une quinzaine d'albums.

## Histoire

### La Kevrenn C’hlazig

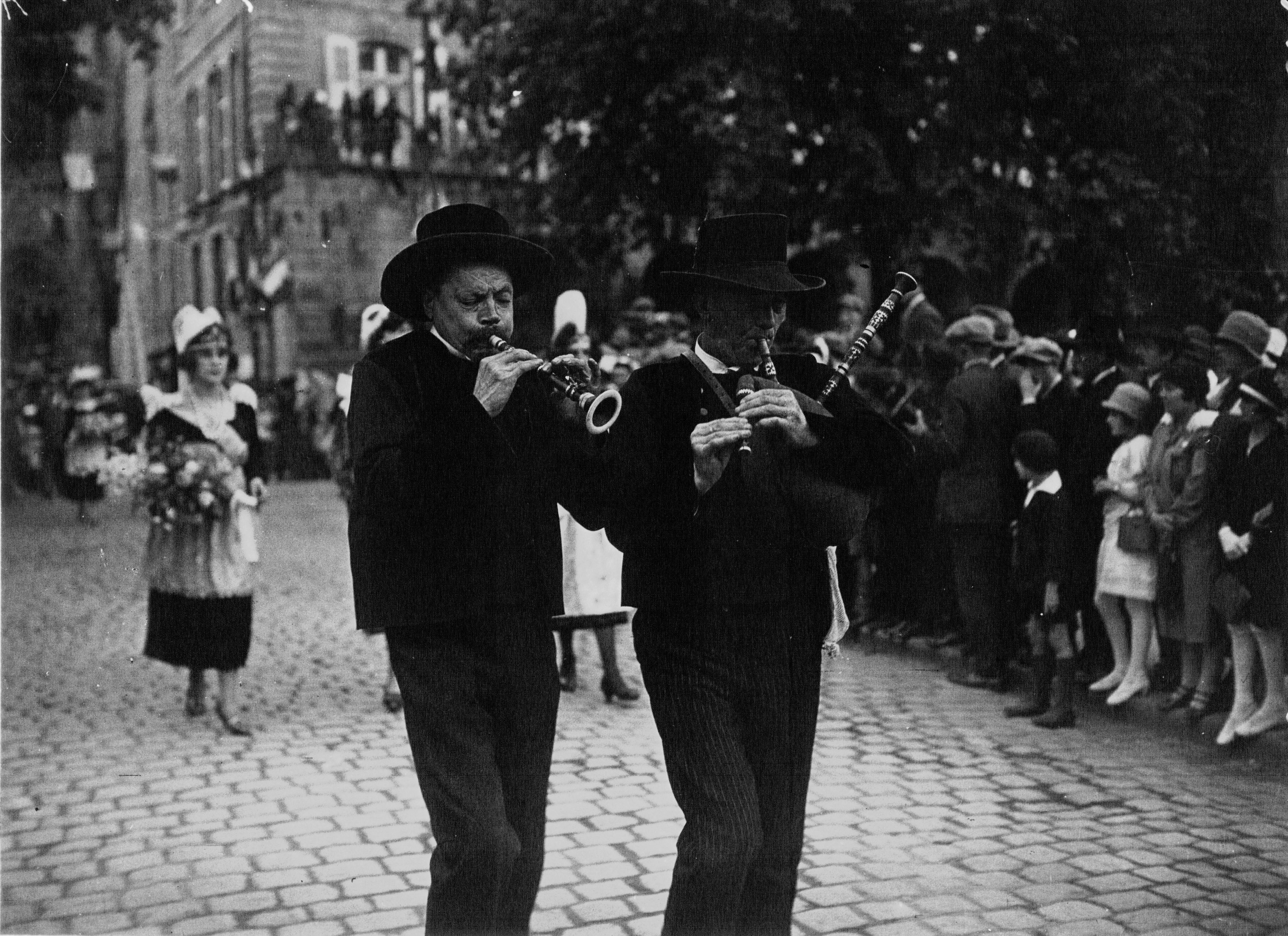
Couple de sonneurs pendant le festival de Cornouaille en 1927.

La création du Bagad Kemper trouve son origine dans la relance après-guerre du festival de Cornouaille en 1948. Ronan Cadiou, un sonneur autodidacte, participe au « triomphe des sonneurs » pendant ce festival. Il se rend par la suite à Carhaix pour rencontrer Polig Monjarret qui développe à l'époque les bagadoù via ses activités dans la Bodadeg ar Sonerion (BAS), afin d'obtenir son aide pour lancer un groupe similaire à Quimper. Le président de la BAS est aussi contacté avec la même intention par le directeur du festival de Cornouaille Fanch Bégot.
La formation quimpéroise est créée en octobre 1949 par Ronan Cadiou, Jos Le Corre et Pierre Kerbourc’h sous le nom de Kevrenn C’hlazig. Le premier président est Loeiz Ropars. Le groupe se dote d'une devise l'année suivante, « war roudoù hon tadoù », « sur les traces de nos pères ». Les statuts de l'association sont déposés à la préfecture du Finistère le 28 septembre 1951. Le groupe s'entraine à ses débuts dans un bar, « Chez Youniou », avant de partager à partir de 1952 un gymnase avec l'A.S. Quimpéroise.
Le groupe concourt dès ses débuts dans le championnat national des bagadoù et remporte le titre en 1951 et 1952. Des membres du groupe commencent à s'impliquer dans des projets similaires : Le Bagad ar Meilhoù Glaz est créé en 1951 par un membre de la Kevrenn et plusieurs de ses sonneurs y participent, le Bagad Ergué-Armel est lui créé de la même manière en 1954 et dès 1950, plusieurs membres se joignent au cercle celtique de Kerfeunteun. Le premier déplacement pour des concerts à l'étranger a lieu à Innsbruck en 1952 et des morceaux du groupe sont utilisés pour deux 78 tours en 1953.
Cependant, la participation de membres du groupe au cercle celtique de Kerfeunteun suscite leur radiation en 1950 en raison du règlement de la BAS, réduisant ainsi les effectifs du groupe les années suivantes. À partir de 1954, les effectifs sont trop limités pour concourir au championnat national des bagadoù. Le groupe cesse d'y participer pendant plusieurs années.

### Le Bagad Kemper et la relance du groupe
La première utilisation du nom « Bagad Kemper » intervient en 1954, dans la dénomination « Bagad Kemper de la Kevrenn C’hlazig ». Le groupe retrouve peu à peu des effectifs et en 1958 il peut de nouveau participer au championnat national des bagadoù, en reprenant en 3e catégorie. Le nom de « Bagad Kemper » seul n'est adopté qu'en 1965.
Les années qui suivent la reprise des concours vise la remontée dans l'élite. Les résultats sont dans un premier temps insuffisants en troisième catégorie pour accéder à la seconde catégorie : le groupe finissant 3e en 1958, 4e en 1959 et 3e en 1960. La montée en seconde catégorie est obtenue en 1961 lorsque le groupe remporte la 1re place du concours de troisième catégorie. L'année suivante, le groupe frôle la montée en première catégorie avec une 2e place, mais ne se classe que 5e en 1963. Le concours n'a pas lieu en 1965 : le groupe profite de l'occasion pour faire une tournée européenne.
Le groupe connait plusieurs évènements pendant cette période. Le « Bagad Morgane », exclusivement féminin, est créé en 1962 avec des élèves et des proches du groupe. Il est actif pendant cinq ans. Des formateurs étrangers viennent renforcer le groupe : John Mc Furlan, un batteur écossais travaillant comme répétiteur à l'École normale de Quimper rejoint l'ensemble à partir de 1963 et l'année suivante, un compatriote sonneur travaillant comme répétiteur au lycée Brizeux de Quimper, Tom Digmall, intègre lui aussi le bagad.

### Le retour dans l'élite

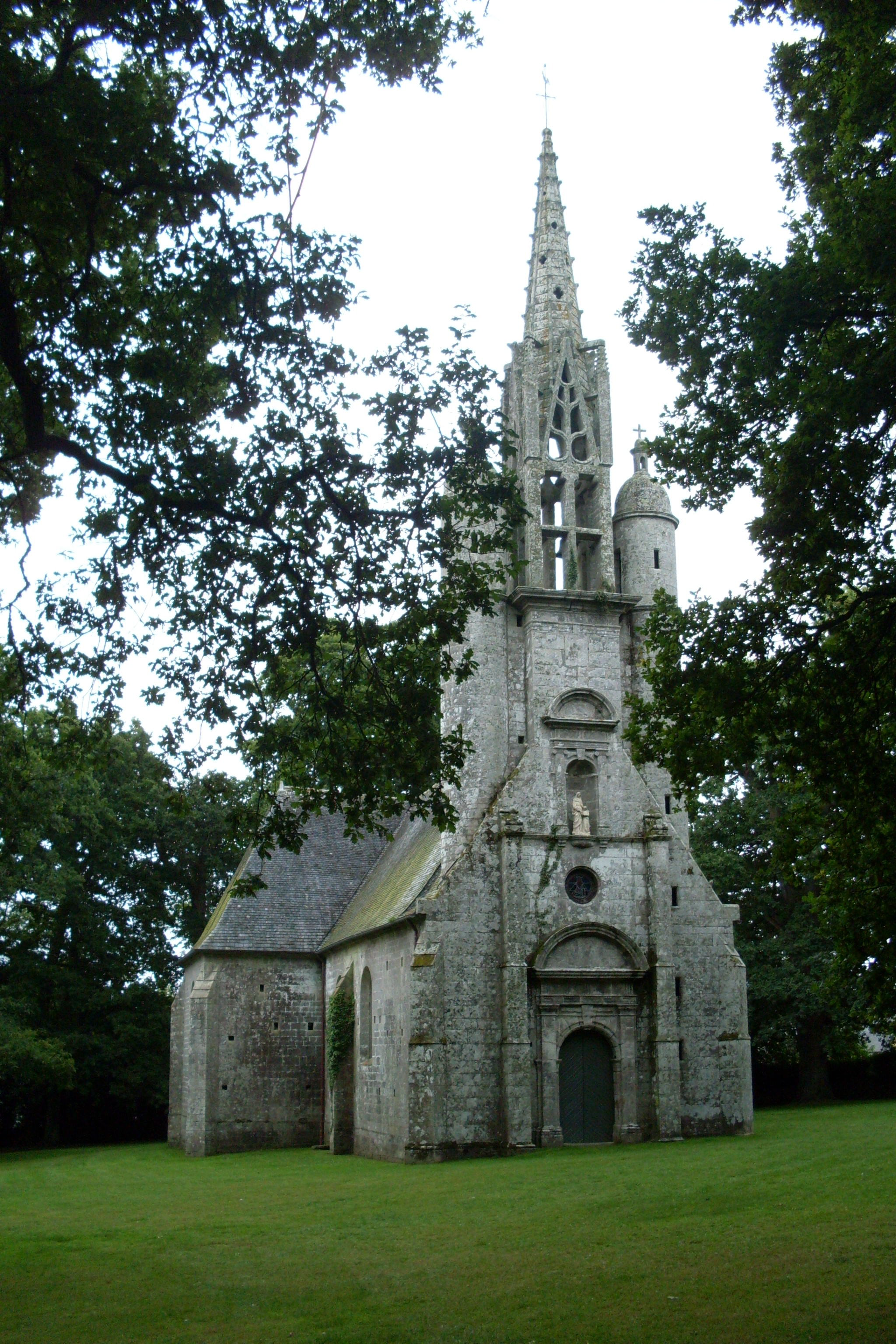
La chapelle Sainte-Anne de Fouesnant où le groupe répète en 1966.

Le bagad s'organise pour la première fois une semaine de préparation complète avant d'entamer les épreuves du concours en 1966. Le stage a lieu dans la chapelle Sainte-Anne de Fouesnant et le groupe finit à la 1re place en seconde catégorie. Cependant sa note est insuffisante pour monter en première catégorie. Ce n'est qu'en 1967 que le retour dans l'élite est obtenu.
Le groupe signe son retour dans l'élite avec une 4e place sur 6 en 1968. Il fait à peine mieux les années suivantes et enchaine les 3e places jusqu'en 1974 à une époque où la Kevrenn Brest Sant Mark et le Bagad Bleimor dominent le championnat.

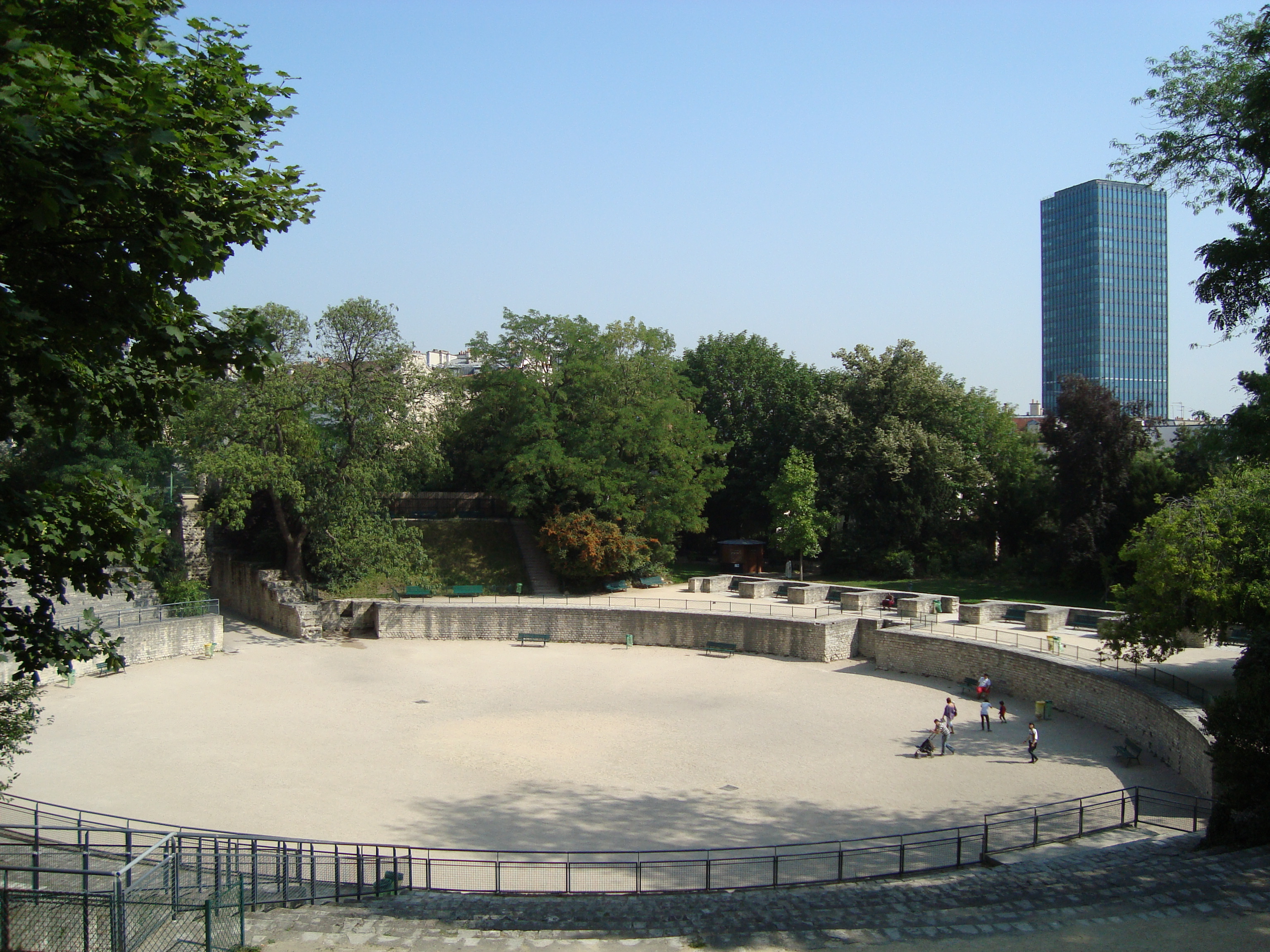
Les arènes de Lutèce.

Ce retour dans l'élite s'accompagne d'une plus grande reconnaissance du groupe. Il est invité en 1968 par les bretons de Paris pour la fête de la Saint-Yves qui se tient tous les ans dans les arènes de Lutèce. Il est invité à se produire devant le président De Gaulle lors de sa venue à Quimper en 1969, mais décline l'invitation en raison de l'apolitisme prôné par les statuts de l'association.
Le groupe se structure aussi à cette époque. Le manoir de Kerriou C'hoat à Saint-Évarzec est acheté à l'état de ruines en 1973. Sa remise à neuf est effectuée par des membres du groupe progressivement pendant dix ans. Des répétitions s'y tiennent dès 1974. Le groupe se dote par ailleurs d'un nouveau costume en 1969, d'inspiration militaire, et comportant des bérets comme ceux de la Kevrenn Brest Sant Mark. Ce nouveau costume est jugé incompatible avec la tradition défendue par le festival de Cornouaille et ce dernier décide d'exclure le groupe jusqu'en 1975. Ce n'est qu'en 1983 que les derniers éléments de ce costume disparaissent.

### Domination du championnat
Le groupe profite du retrait de la compétition de ses principaux concurrents au milieu des années 1970. La Kevrenn Brest Sant Mark prend une année sabbatique en 1975 pour protester contre les nouvelles conditions du concours de la Bodadeg ar Sonerion, avant de se retirer définitivement de la compétition en 1977, bientôt suivie par le Bagad Bleimor. Le titre de champion national de première catégorie est ainsi obtenu en 1975 en devançant finalement le Bagad Bleimor, commençant ainsi une domination qui va durer jusqu'à la fin des années 1970. Le groupe s'impose de nouveau lors des trois éditions suivantes en 1976, en 1977 et 1978. Il réalise alors un quadruplé, ce qui est toujours considéré comme un record en 2012,.

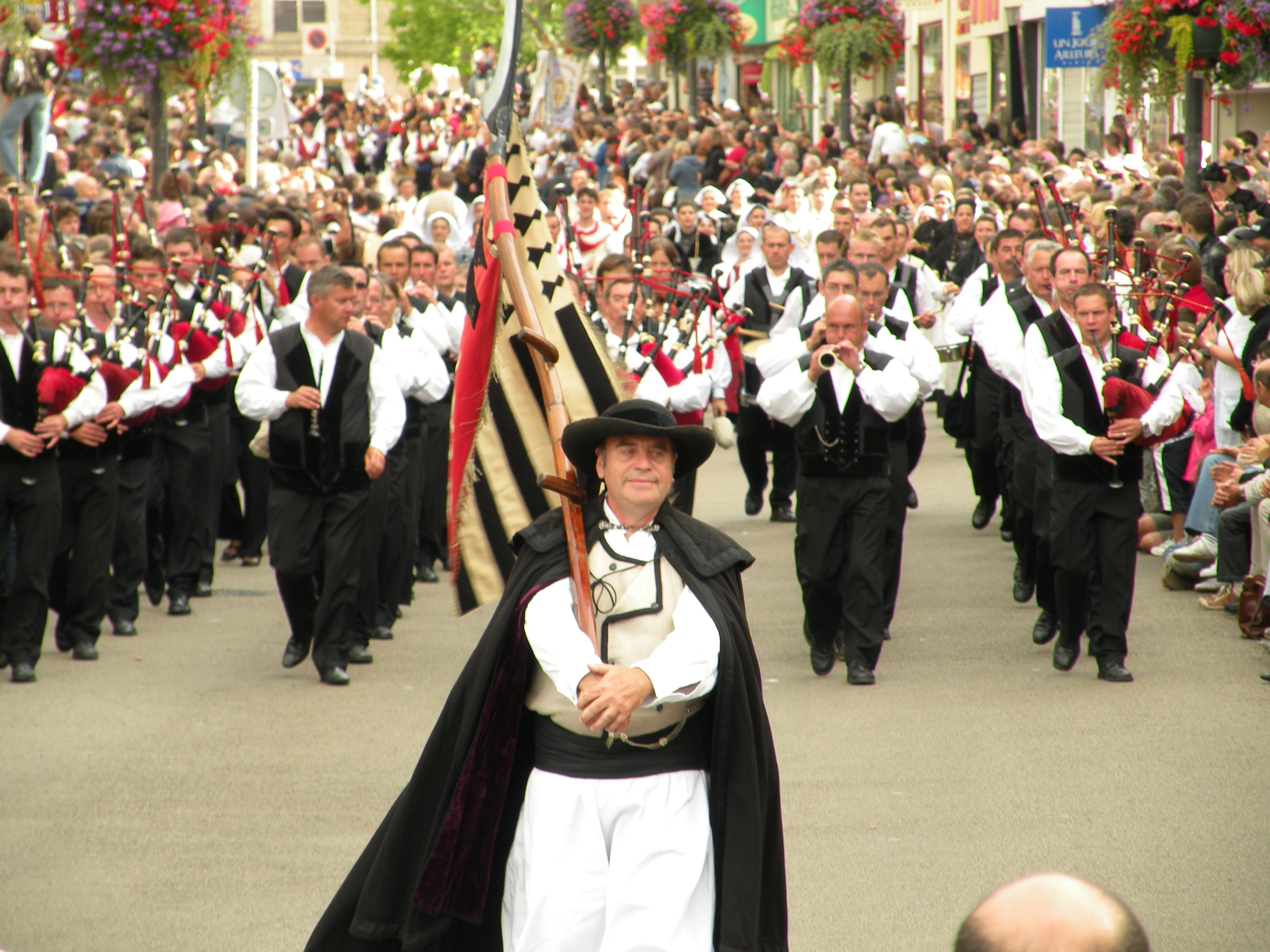
La Kevrenn Alré (ici en 2009) est le principal concurrent du bagad Kemper au tournant des années 1980.

La montée en puissance de la Kevrenn Alré à partir de cette époque va marquer le championnat pour plusieurs années, les deux groupes gagnant alternativement le championnat. Le bagad doit laisser le titre au groupe alréen en 1979 et finit second de l'épreuve. Il s'incline de nouveau face à la Kevrenn Alré en 1980 et doit se contenter de la troisième place, laissant la seconde au Bagad Bleimor malgré des contestations vis-à-vis de leur jeu. Il s'incline de nouveau face à Auray en 1981, mais regagne sa place de dauphin.
Ce n'est qu'en 1982 que le groupe parvient à reconquérir le titre, laissant la place de second à Kevrenn Alré. Les années qui suivent voient les deux groupes gagner alternativement le championnat : Kemper le remporte en 1984, 1985 et 1988, et Alré le remporte en 1983 et 1986. Seul le Bagad Bleimor et le Bagad Bro Kemperle arrivent à s'interposer entre ces deux groupes, respectivement en 1987 et 1989.
D'un point de vue artistique, plusieurs événements sont notables pendant cette période. Le groupe sort plusieurs 33 tours : le premier volume de Toniou war an Dachenn est publié en 1976, suivi d'un second volume en 1979, d'un troisième en 1984 et d'un dernier opus en 1984. Un nouveau volume appelé simplement War an Dachenn sort en 1989. Le groupe gagne aussi en visibilité. Il joue pour le président Mitterrand lors de sa visite à Quimper en 1986,.
D'autres évolutions sont notables à l'époque. Le Bagad Penhars est créé par un ancien du bagad en 1985,. La première musicienne intègre le groupe de compétition en 1990.

### Nouveaux horizons créatifs

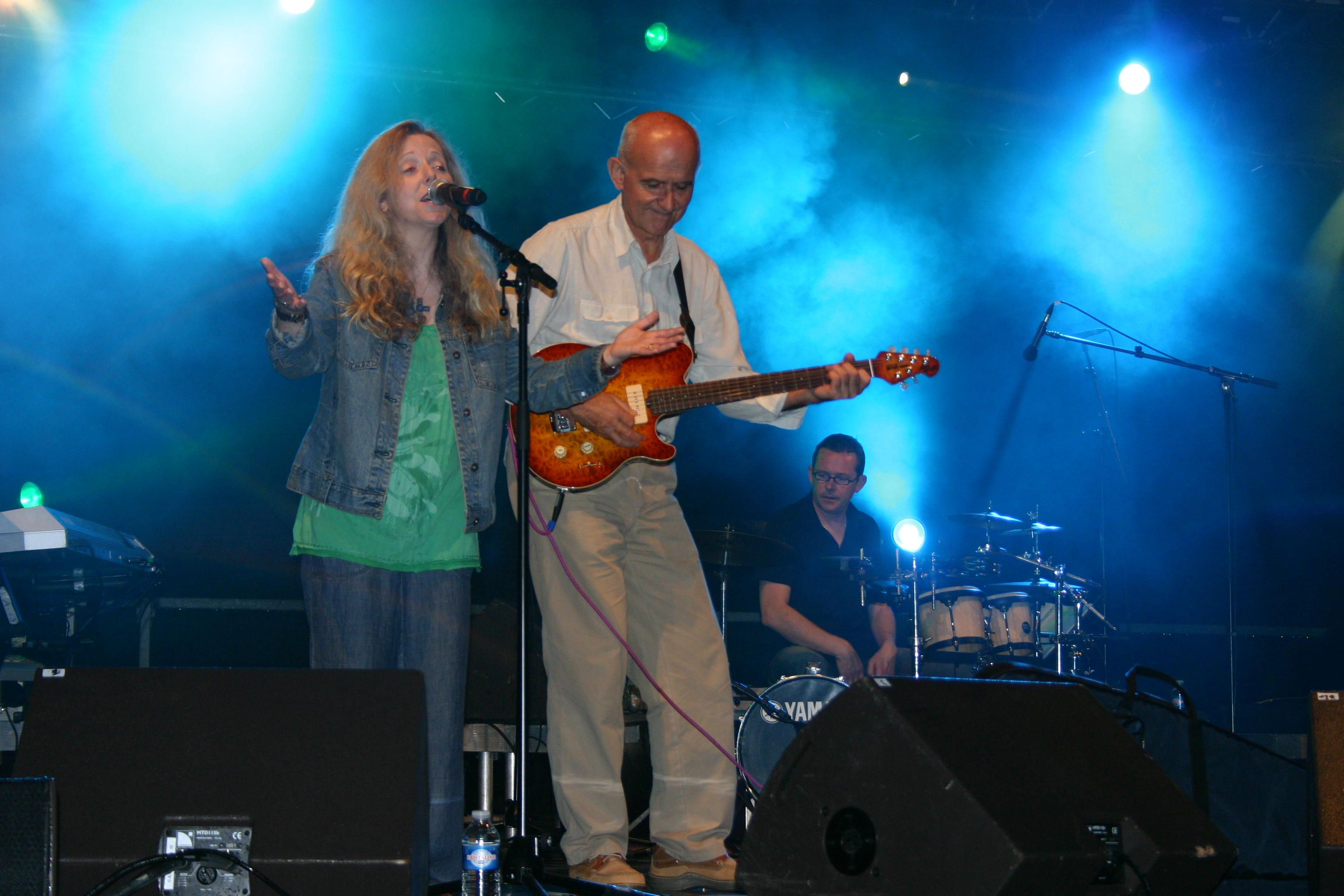
Dan Ar Braz et Elaine Morgan participent avec le groupe à l'Héritage des Celtes.

En 1990 le groupe développe ses projets artistiques. Il commence à jouer avec Dan Ar Braz en 1991. Cette première contribution se poursuit sous la forme d'une participation au projet de l'Héritage des Celtes de 1994 à 1999, permettant au groupe de jouer avec les principaux musiciens d'inspiration celtique en vue à l'époque et à ses musiciens de participer aux tournées et passages télévisuels. Ainsi le groupe participe avec Dan Ar Braz aux Victoires de la musique en 1996 et 1998.
Le bagad produit dans le même temps ses propres productions. L'album Lip ar Maout sort en 1995 puis Fest-Noz Live en 1997 et enfin Hep Diskrog en 1999. Il mène aussi des projets avec des musiciens comme Johnny Clegg en 1997-1998 (5 concerts en commun et une chanson enregistrée, Emotional Allegiance),, ou Carlos Núñez en 1999.
Les activités de formation se renforcent aussi. Le groupe crée son bagadig, ou bagad école, en 1990 et ce dernier commence à participer aux épreuves de la BAS. Il monte progressivement et accède à la troisième catégorie en 1997. Ne pouvant monter plus haut en raison du règlement du concours, il prend le nom de Bagad Glazik Kemper, et un nouveau bagadig Kemper est créé.

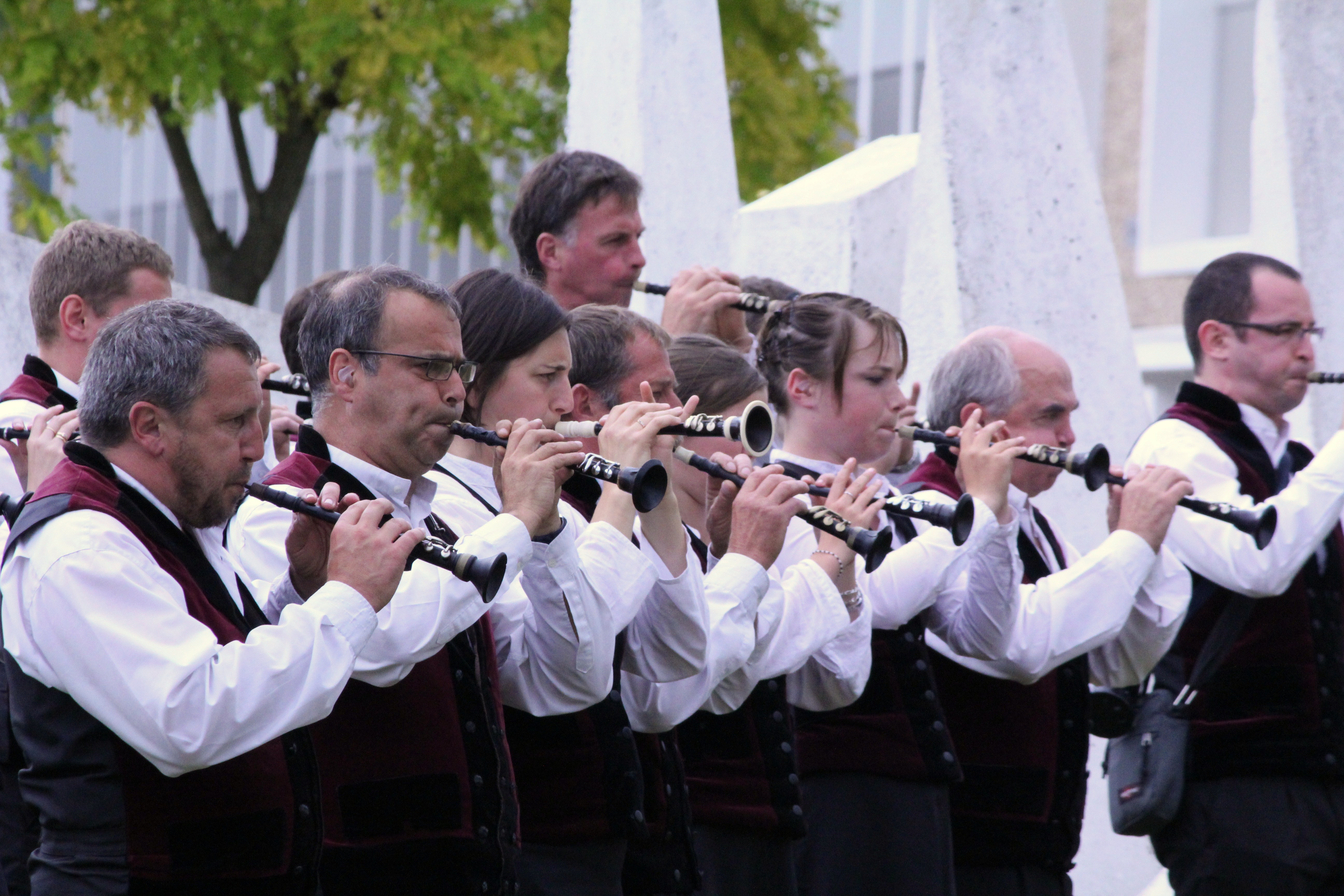
Le Bagad Roñsed-Mor (ici en 2011) émerge comme une troisième force dans le championnat dans les années 1990.

Lors du championnat de la BAS une troisième force émerge, avec laquelle le bagad doit composer. Le Bagad Roñsed-Mor de Locoal-Mendon s'adjuge le titre en 1990, reléguant Kemper à la 2e place. Le bagad ne retrouve son titre qu'en 1991 devant la Kevrenn Alré, mais doit s'incliner l'année suivante face à ce même groupe, puis en 1993 de nouveau face à Roñsed-Mor qui s'adjuge le titre. Il retrouve son titre en 1994 aux points, alors que Roñsed-Mor remporte l'épreuve de printemps à Vannes et que la Kevrenn Alré remporte l'épreuve d'été à Lorient. Le scénario se répète l'année suivante, Roñsed-Mor s'adjugeant l'épreuve de printemps, qui se déroule pour la première fois au Quartz à Brest, et la Kevrenn Alré gagnant l'épreuve d'été, à égalité avec Kemper cette année. Il remporte le titre à deux reprises lors de cette décennie en 1997 et en 1998, Alré remportant le titre en 1996 et Roñsed-Mor en 1999.
Le bagad est aussi le premier groupe breton à concourir au championnat du monde de pipe band en 1992. Il se classe aux environs de la 18e place de première catégorie,.

### Années 2000 - 2010

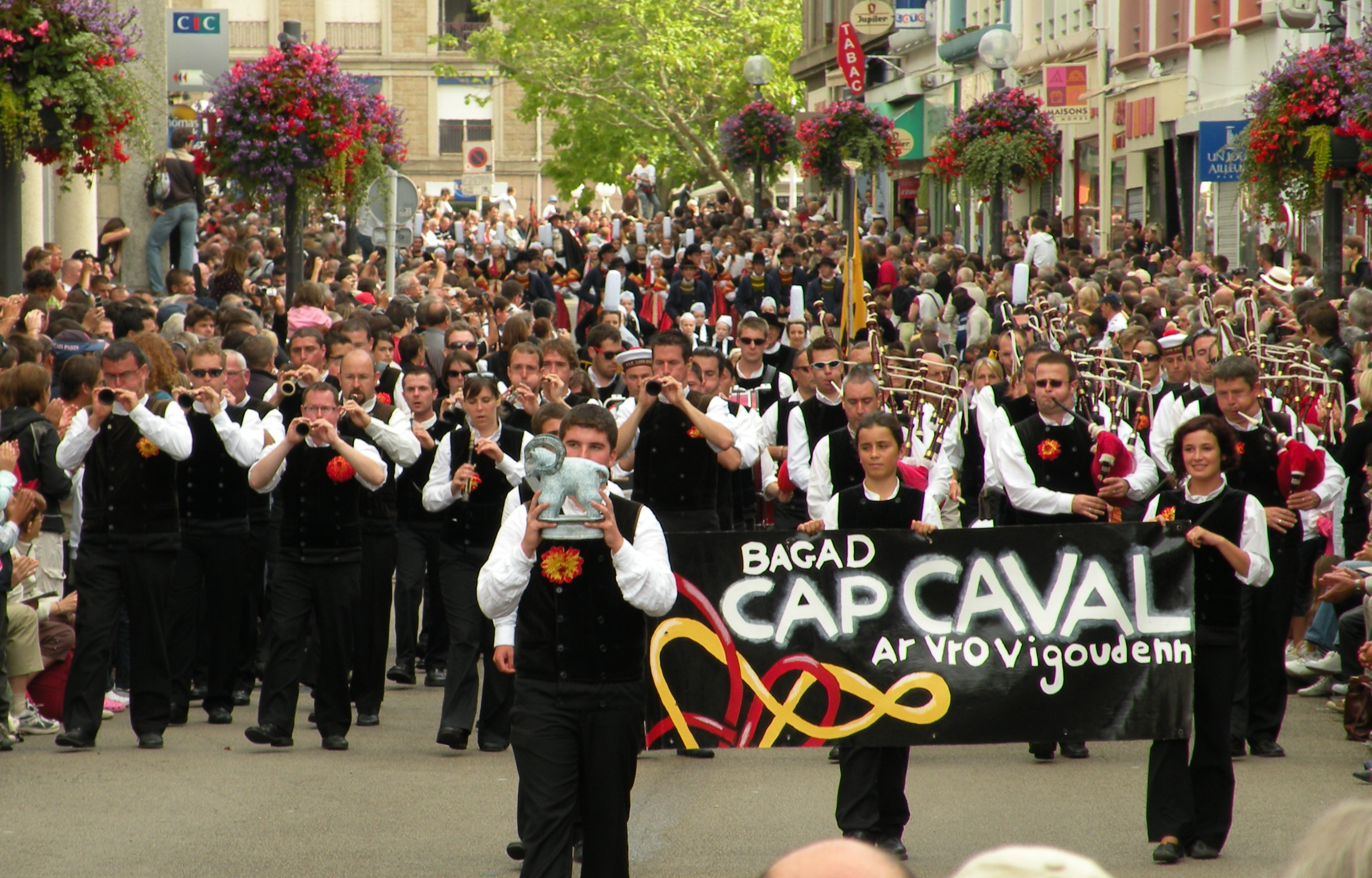
Cap Caval (ici en 2009) est son principal concurrent à la fin des années 2000.

Les collaborations artistiques du groupe s’intensifient au début de ce siècle. À la suite du travail déjà effectué avec Carlos Núñez, le groupe travaille avec l'asturien Hevia, la bretonne Marthe Vassallo et la galicienne Susana Seivane. S'ajoute à ces collaborations un travail avec le soliste écossais Fred Morrison. Sa propre discographie s’enrichit de nouvelles productions comme l'album Azeliz Iza en 2001 ou l'album Sud - Ar Su en 2004, des compilations qui sortent en 2006 et 2009 et un album live enregistré au festival de Cornouaille et publié en 2010.
Il joue dans de grandes salles européennes, comme le Glasgow Royal Concert Hall en 2004, 2006 et 2008, l'Olympia en 2011 dans le cadre de la fête de la Saint-Patrick, en tournée dans les Zeniths de Caen et Lille en 2013 et Nantes en 2013, 2014 et Brest Arena et Bercy Arena en 2014 dans le cadre de La Nuit de la Bretagne. Il participe également à des manifestations comme le défilé de la Breizh Touch sur l'avenue des Champs-Élysées en 2007.

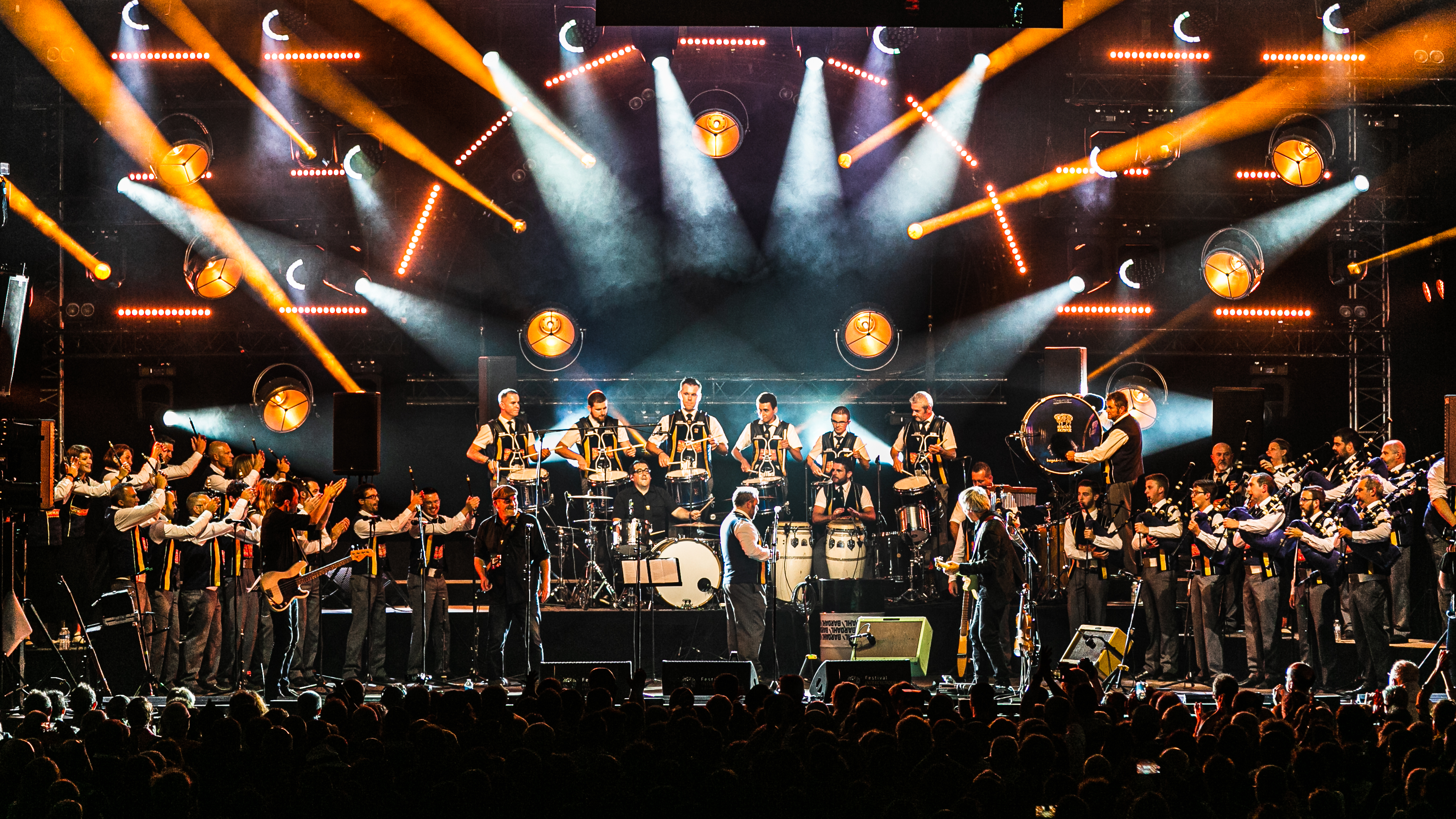
Après Fest-Rock avec Red Cardell, Nerzh en 2019.

Pendant les années 2000, la compétition est plus ardue. Le groupe ne parvient à s'imposer que trois fois pendant la décennie, en 2000, 2002 et 2004. Le championnat est plus ouvert. Même s'il continue à faire face à Alré et à Roñsed-Mor, qui lui ravissent plusieurs fois le titre, il doit affronter des groupes comme Kerlenn Pondi ou le Bagad Brieg qui décrochent chacun un titre pendant cette période, respectivement en 2001 et 2007. Enfin, il ne parvient pas à vaincre le Bagad Cap Caval à la fin de la décennie, qui s'impose à l'époque comme l'un des meilleurs ensembles. Plus largement, il ne parvient pas à remporter la moindre manche de son titre de 2004 jusqu'au printemps 2011, date à laquelle le groupe retrouve le titre de champion. En conservant son titre en 2012, 2013 et 2014, il domine la nouvelle décennie.
Le groupe signe plusieurs collaborations à la fin des années 2000. En 2009, il monte pour ses 60 ans un Breizh Balkanik avec Erik Marchand, s'inspirant des musiques balkaniques d’Europe de l’est : un album live sort ensuite en 2011. En 2011, un travail avec Red Cardell débouche sur un Fest-Rock et le groupe est invité sur six des douze pistes de l'album Falling in Love du groupe qui sort en avril 2012. Un album live, enregistrement du spectacle de décembre 2011, sort le 20 juin 2013. Les deux formations quimpéroises se produisent ensemble dans des grandes salles dans le cadre de la Nuit de la Bretagne (Bercy Arena, Zénith de Nantes Métropole, MusikHall, Brest Arena) et dans des festivals. Par ailleurs, des contributions continuent dans le même temps avec des artistes comme Dan Ar Braz dont les liens sont tissés depuis longtemps.

## Fonctionnement

### Structure
Liste des présidents :
- 1949 : Loeiz Ropars[65]
- 1950-1952 : Fanch Bégot[65]
- 1952-1969 : Bernard Le Brun[65]
- 1969-1996 : Hervé Le Meur[66]
- 1997-2010 : Jacques Corbin[67]
- 2010-2017 : Jean Nozach[68]
- 2017-2019 : Jean-Paul Goasguen
- depuis 2019 : Sébastien Le Bras[69]

Le bagad Kemper est organisé sous la forme d'une association loi de 1901, créée en 1949, et compte 163 adhérents dont 138 musiciens en 2013. Le groupe fait par ailleurs partie de la BAS 29, la section du Finistère de la Bodadeg ar Sonerion.
Le financement est assuré soit par les cotisations de ses membres, soit par des subventions diverses. Le conseil municipal de Quimper fournit ainsi par exemple 3 450 euros de budget à l'association en 2012.

### Le groupe principal
Liste des penn soner :
- 1949-1954 : Ronan Cadiou[71]
- 1954-1969 : Hervé Le Meur[71]
- 1969-1994 : Erwan Ropars[72]
- 1994-2010 : Jean-Louis Hénaff[73]
- 2010-2019 : Steven Bodénès[68]
- 2019-2023 : Kevin Loussouarn et Gwendal Poder[69]
- depuis 2023 : Gwendal Poder

Le groupe principal, le « Bagad Kemper », comporte une quarantaine de musiciens répartis en quatre pupitres, chacun réunissant les joueurs d'un même instrument (cornemuse, bombarde, caisse claire et percussions). Il évolue en première catégorie du championnat national des bagadoù et trouve son origine dans le groupe original créé en octobre 1949 sous le nom de « Kevrenn C’hlazig ». Sa direction musicale est assurée depuis 2010 par Steven Bodénès, l'ancien penn soner du Bagad de Lann-Bihoué.
Le costume du groupe est modernisé en 2011. Il reprend la couleur bleu et les broderies caractéristiques du Pays Glazik. La boucle de ceinture utilisée par le groupe est une réalisation du joaillier Pierre Toulhoat et y figure le maout (bélier), qui est aussi repris comme logo par le bagad.

### Les autres ensembles et la formation
L'ensemble assure des activités de formation à hauteur d'une trentaine d'heures de cours par semaine. 75 élèves, dont une quarantaine a moins de 18 ans, sont concernés par celles-ci.
Le « bagad école du Bagad Kemper » est la quatrième formation du groupe. Il compte seize musiciens d'une moyenne d'âge de seize ans. Ils y suivent une formation de deux ou trois ans avant d'intégrer le bagadig,. Ce dernier, le « bagadig du Bagad Kemper », est la troisième formation du Bagad Kemper. Il voit le jour en 1997 lorsque le précédent bagadig intègre la 3e catégorie du championnat. Ses vingt-cinq membres participent au concours de 5e catégorie et à différents festivals de la région.
Le « Bagad Glazik Kemper » est la seconde formation du groupe qui a pour but d'intégrer les musiciens du bagadig et de les préparer à intégrer le groupe premier. Il voit le jour en 1990 sous la forme d'un bagadig qui participe aux épreuves de la BAS. Il accède à la troisième catégorie en 1997. Ne pouvant monter plus haut en raison du règlement du concours, il prend le nom de « Bagad Glazik Kemper » et un nouveau « bagadig Kemper » est créé. Il évolue toujours dans cette catégorie en 2012 et compte trente musiciens, d'une moyenne d’âge de vingt-deux ans, dont une majorité de musiciennes.

## Productions artistiques

### Répertoires et créations

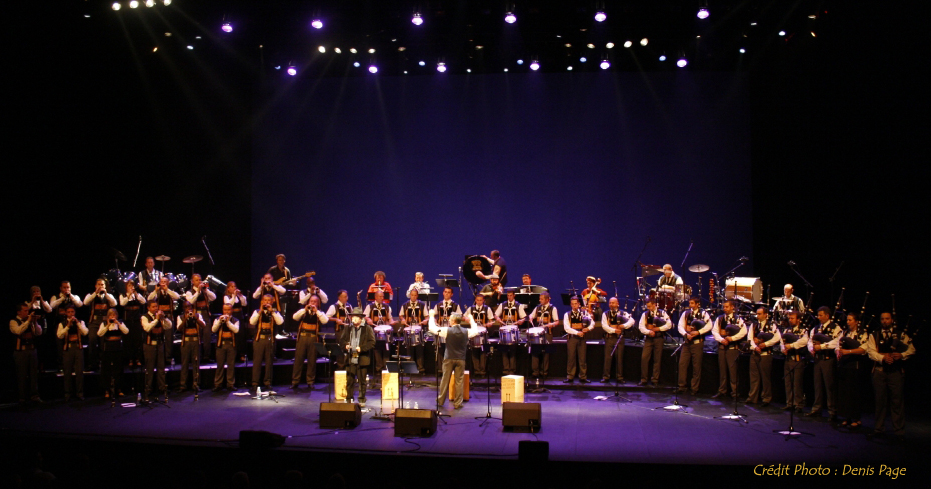
« Breizh Balkanik » (ici en 2010), mélange des airs bretons et des airs des Balkans.

Le Bagad Kemper est connu pour travailler particulièrement certains terroirs de la musique bretonne. Il s’appuie sur des airs traditionnels des monts d'Arrée ainsi que du pays Pourlet. Son répertoire contient des airs de danses en général, notamment des Plinn. Le groupe a ainsi produit de 1999 à 2003 la création « Azeliz Iza », basée sur la gwerz Eliz Iza, thème breton ancien, et agrémentée d'une section cuivres, d'une section guitares et du chant de Marthe Vassallo. En 2005, dans son spectacle « D’Écosse en Cornouaille », il mêle la musique écossaise à la musique bretonne grâce à la présence de 80 musiciens, dont le Clan Gregor Society Pipe Band (en), Julie Fowlis, Fred Morrison.
Le groupe s'est plusieurs fois ouvert à d'autres types de musique. Son travail au début des années 2000 avec des musiciens venant de régions ayant conservé une culture celte du nord de l'Espagne a débouché sur un métissage musical avec de la musique du Sud et une production « Sud - Ar Su » en 2003. Le bagad a bénéficié d'une mise en scène de Michel Rostain (Théâtre de Cornouaille) et de l'écriture musicale latine du chef d'orchestre Pierrick Poirier. En 2009, il continue son travail sur d'autres répertoires musicaux avec Erik Marchand, les musiques venant des Balkans et de l'Europe de l'Est, ce qui débouche sur le spectacle « Breizh Balkanik » en 2010.

### Discographie
- 1955 : Marche de Cadoudal (Mouëz-Breiz)45 tours, Réédition en 1966
- 1975 : War an dachenn (Volume 1)[88]Disque 33 tours vinyle

| No  | Titre                            | Durée |
| --- | -------------------------------- | ----- |
| 1.  | Bagad Kemper                     |       |
| 2.  | An dro nevez                     |       |
| 3.  | Ar Glenan                        |       |
| 4.  | Dans Kerne Izel                  |       |
| 5.  | As I Roved Out, O'Keeffe's Slide |       |
| 6.  | Évit Mont d'an Iliz / Baz Valan  |       |
| 7.  | Laeradeg                         |       |
| 8.  | Enor d'ar venediz                |       |
| 9.  | Dans Plin                        |       |
| 10. | Son ar martolod, Keranna         |       |

- 1979 : War an dachenn (Volume 2)[89]Disques 33 tours vinyle

| No  | Titre                                                                            | Durée |
| --- | -------------------------------------------------------------------------------- | ----- |
| 1.  | Gwechall pa oan den yaouank, ton bale (marche)                                   |       |
| 2.  | Emgann Montroulez, ton Bro Leon (mélodie du Léon)                                |       |
| 3.  | Dans Plin (danses de la région de Bourbriac)                                     |       |
| 4.  | Soniri tamboulin (appel de batterie)                                             |       |
| 5.  | Gwerz margard Charlez (mélodie de la région de Carhaix)                          |       |
| 6.  | En avant deux du Tregor (danse)                                                  |       |
| 7.  | Eon droiad fest mod Pourlet (danses du pays pourlette)                           |       |
| 8.  | Keriou hoad, ton bale (marche)                                                   |       |
| 9.  | Ton Doub Deuz Bro Ar Han Ha Diskan (gavotte des montagnes)                       |       |
| 10. | Ker an doare, ton bale (marche)                                                  |       |
| 11. | Breiz (mélodie)                                                                  |       |
| 12. | Toniou an dro (danses du pays vannetais)                                         |       |
| 13. | Kerne ton da gerzed (marche)                                                     |       |
| 14. | A hed ar ster (en suivant la rivière)                                            |       |
| 15. | Soniri bombard (par le pupitre bombarde)                                         |       |
| 16. | Toniou deuz bro iverzon ha bro skoz (marches, reels, jigs d'Irlande et d'Ecosse) |       |

- 1984 : War an dachenn (Volume 3)[90]Disques 33 tours vinyle

| No  | Titre                             | Durée |
| --- | --------------------------------- | ----- |
| 1.  | Naonteg                           |       |
| 2.  | Spered Santel                     |       |
| 3.  | An Dro                            |       |
| 4.  | Laeradeg - Derobee                |       |
| 5.  | Ronds de Loudeac                  |       |
| 6.  | Ton Bale Leon Braz                |       |
| 7.  | Suite de danses du pays Gallo     |       |
| 8.  | Toniou euz ar vro bourlet         |       |
| 9.  | Suite de danses de la renaissance |       |
| 10. | Toniou euz koste Poullaouen       |       |

- 1989 : War an dachenn Vol. 4 (Keltia Musique)| No | Titre                                                               | Durée |
| -- | ------------------------------------------------------------------- | ----- |
| 1. | Airs du Pays Plin                                                   | 13:43 |
| 2. | Variations (Theme du Pays Pagan) par le Pupitre Bombarde            | 3:31  |
| 3. | Suite Sud-Cornouaille                                               | 8:51  |
| 4. | Suite Langonnet-Pluvigner                                           | 9:55  |
| 5. | Suite de Haute-Bretagne                                             | 5:16  |
| 6. | Suite écossaise                                                     | 6:55  |
| 7. | Variations (Theme du Pays deLoudeac) Par le Pupitre Bombarde et ... | 7:03  |
| 8. | Concert Lorient 1988                                                | 12:20 |
- 1992 : The Best Of (Keltia Musique)| No  | Titre                                                                            | Durée |
| --- | -------------------------------------------------------------------------------- | ----- |
| 1.  | Bagad Kemper                                                                     | 02:14 |
| 2.  | Ar glenan                                                                        | 01:14 |
| 3.  | Gavotte giz foen Bal. Jabadao (danses trad. Sud Cornouaille)                     | 06:00 |
| 4.  | As I roved out, O'Keeffee's slide                                                | 02:45 |
| 5.  | Evit Mont d'An Iliz                                                              | 01:56 |
| 6.  | Laeradeg                                                                         | 01:34 |
| 7.  | Gwechal pa oan den yaouank                                                       | 05:26 |
| 8.  | Dans plinn                                                                       | 05:04 |
| 9.  | Soniri tamboulin (appel de batterie)                                             | 03:31 |
| 10. | Kerriou c'hoad                                                                   | 03:31 |
| 11. | Breiz melodie                                                                    | 03:12 |
| 12. | Toniou deuz bro iverzon ha bro skoz                                              | 05:00 |
| 13. | Pavane (d'apres Clement Jannequin)                                               | 02:57 |
| 14. | Naonteg, Spered santel, An dro                                                   | 12:42 |
| 15. | Ton bale euskadi an dro gavotten bourlet (Championnat des bagadoù 1988, Lorient) | 12:16 |
- 1995 : Lip ar Maout (Keltia Musique)| No | Titre                                             | Durée |
| -- | ------------------------------------------------- | ----- |
| 1. | Suite d'airs à danser du Pays de l'Oust et du Lié | 8:20  |
| 2. | Suite Gallo-Vannetaise                            | 10:59 |
| 3. | Bellahouston park set                             | 6:30  |
| 4. | Chal ha dichal                                    | 13:26 |
| 5. | War gribell an doir                               | 6:21  |
| 6. | Der yiddisher soldat in die trenches              | 2:59  |
| 7. | Kopanitza                                         | 3:50  |
- 1999 : Hep Diskrog (Keltia Musique)| 1.    | Hep Diskrog          | 19:49 |
| 2.    | Karreg an Tan        | 11:30 |
| 3.    | Ela Ela              | 4:27  |
| 4.    | Suite du Pays Leon   | 7:31  |
| 5.    | Eliz Iza             | 3:14  |
| 6.    | C'hoarzadeg          | 14:11 |
| 7.    | Emotional Allegiance | 4:57  |
| 65:39 |                      |       |
- 2001 : Azeliz Iza (Keltia Musique)| 1.    | Eliz Iza                        | 6:27 |
| 2.    | Gavotte de l'Aven               | 6:25 |
| 3.    | An Distro                       | 6:30 |
| 4.    | T'En Vas Pas Max                | 4:11 |
| 5.    | Aman Hag Aze                    | 4:02 |
| 6.    | Voisins de Palier               | 4:10 |
| 7.    | Amzer Nevez                     | 4:52 |
| 8.    | Ti Eliza                        | 5:21 |
| 9.    | Andro Kas Ha Barh               | 5:12 |
| 10.   | Suite de Gavottes des Montagnes | 7:17 |
| 11.   | Azeliz Iza                      | 3:45 |
| 58:12 |                                 |      |
- 2004 : Sud-ar Su (Keltia Musique)| No  | Titre                       | Durée |
| --- | --------------------------- | ----- |
| 1.  | Mas que nada                | 04:03 |
| 2.  | Ar plac h manked            | 06:28 |
| 3.  | Dans plin                   | 04:39 |
| 4.  | Dans an diaoul              | 05:31 |
| 5.  | Ton bale eured              | 05:32 |
| 6.  | Manolo                      | 00:32 |
| 7.  | Tournez les jupons          | 04:32 |
| 8.  | Sally                       | 04:08 |
| 9.  | Jota chaconeada de sanabria | 06:57 |
| 10. | War roudou vro gueltieg     | 03:47 |
| 11. | Manolo                      | 01:22 |
| 12. | Arribes                     | 08:05 |

Sortie d'un DVD du spectacle en 2006
- 2006 : Collection 1995-2005 (Keltia Musique)Best of CD comportant le DVD de la création Azeliz Iza.

| No  | Titre                                    | Durée |
| --- | ---------------------------------------- | ----- |
| 1.  | War roudou Vro Gueltieg                  | 03:47 |
| 2.  | Hep Diskrog                              | 02:19 |
| 3.  | Emotional Allegiance                     | 04:55 |
| 4.  | Sally                                    | 04:08 |
| 5.  | Jota Chaconeada de sanabria              | 06:57 |
| 6.  | Amzer Nevez                              | 04:44 |
| 7.  | E Trouz Ar Ger dans le bruit de la ville | 06:02 |
| 8.  | Ela Ela                                  | 04:25 |
| 9.  | Tanzila                                  | 04:10 |
| 10. | Eliz Iza                                 | 03:16 |
| 11. | Suite Gallo Vannetaise                   | 10:59 |
| 12. | T'en vas pas Max                         | 04:11 |
| 13. | Suite de Gavottes des montagnes          | 05:51 |
| 14. | Mas Que Nada                             | 04:03 |
| 15. | Call to the dance                        | 04:22 |

- 2009 : Best Of Intern@utes (Keltia Musique)| No  | Titre                 | Durée |
| --- | --------------------- | ----- |
| 1.  | Amzer Nevez           |       |
| 2.  | Kopanitza             |       |
| 3.  | Ela Ela               |       |
| 4.  | Sally                 |       |
| 5.  | Ton Bale Euskadi      |       |
| 6.  | Hep Diskrog           |       |
| 7.  | Scottish              |       |
| 8.  | Dañs Plin             |       |
| 9.  | Dañs an Diaoul        |       |
| 10. | Bellahouston Park Set |       |
- 2010 : Live Au Cornouaille (Keltia Musique)| No  | Titre                   | Durée |
| --- | ----------------------- | ----- |
| 1.  | Maro eo ma mestrez      | 05:01 |
| 2.  | Amzer nevez             | 05:05 |
| 3.  | Ela ela                 | 04:20 |
| 4.  | Hep diskrog             | 06:25 |
| 5.  | Scottish                | 03:37 |
| 6.  | An distro               | 06:28 |
| 7.  | Sur les traces de Mich  | 05:28 |
| 8.  | Suite irlando-écossaise | 05:06 |
| 9.  | Blues bleu              | 06:07 |
| 10. | Jota Choconeada         | 04:56 |
| 11. | Eliziza                 | 06:45 |
| 12. | Kopanitza               | 06:34 |
| 13. | Arribes                 | 06:20 |
| 14. | Orgies nocturnes        | 04:14 |
- 2011 : Breizh Balkanik (Keltia Musique)| No  | Titre                                | Durée |
| --- | ------------------------------------ | ----- |
| 1.  | Acte premier                         | 04:47 |
| 2.  | Kopanitza                            | 06:22 |
| 3.  | Doina ha ton ar plac'h iferniet      | 08:39 |
| 4.  | Whisky Gajda                         | 03:57 |
| 5.  | Sochit / Ton Bro Gwened / Cadaneasca | 04:00 |
| 6.  | Gavotten mod bourlet (1)             | 04:28 |
| 7.  | Gavotten mod bourlet (2)             | 01:42 |
| 8.  | Romansko Kolo / Plin kolo            | 05:37 |
| 9.  | Les filles sont volages              | 05:24 |
| 10. | Ton plin diwezhan                    | 05:55 |
| 11. | Syrtos                               | 06:23 |
| 12. | Otrov mi dajte (1)                   | 05:44 |
| 13. | Otrov mi dajte (2)                   | 02:57 |
| 14. | Ar Foll (1)                          | 04:55 |
| 15. | Ar Foll (2)                          | 03:33 |
- 2013 : Fest-Rock  (Bagad Kemper / Red Cardell) (Keltia Musique)Concert Fest-Rock (Bagad Kemper / Red Cardell) enregistré en public le 18 décembre 2011 au Pavillon à Quimper, mixé par Cédric Huet au studio Siwa à Quimper en avril 2013.

1. Blues bleu
2. Cœur leger
3. Les gueux
4. Hanter dro
5. La musique qui nous libère
6. Je reste près de toi
7. Ar sorcerez
8. Ar menez
9. Mescufurus
10. La fête au village
11. Rock'n roll comédie
12. Percubagad

- 2019 : Nerzh  (Bagad Kemper / Red Cardell) (Coop Breizh)La nouvelle collaboration du groupe de rock Red Cardell et un bagad des plus réputés, le bagad Kemper. Red Cardell, infatigable quatuor, 20 albums au compteur, laisse son rock entêtant être porté par le souffle des 40 musiciens du bagad Kemper. C'est festif, dansant, et puissant !.

1. Désert et désir
2. Yeeaahh
3. Un grain
4. Sur la dune
5. Un nouveau monde
6. Au milieu de nulle part
7. Indien
8. Nerzh

- 2021 : KAS (Bagad Kemper) (Coop Breizh)
- Invités : Dan Ar Braz (guitare), Jean-Pierre Riou (chant, guitare), Marthe Vassallo (chant), Sylvain Girault (chant), Tibo Niobé (guitare), Erwan Volant (guitare), Erwan Volant (guitare basse), Bernard Le Dréau (Saxophone)

1. Ar Charlezenn
2. La tribu bleue des airs
3. Breizh
4. Le tour du miroir
5. Ar plac'h iferniet
6. Beaj
7. Kenavo l'artiste
8. Suite de Lorient 2017 : Ridérobée !

### Collaborations

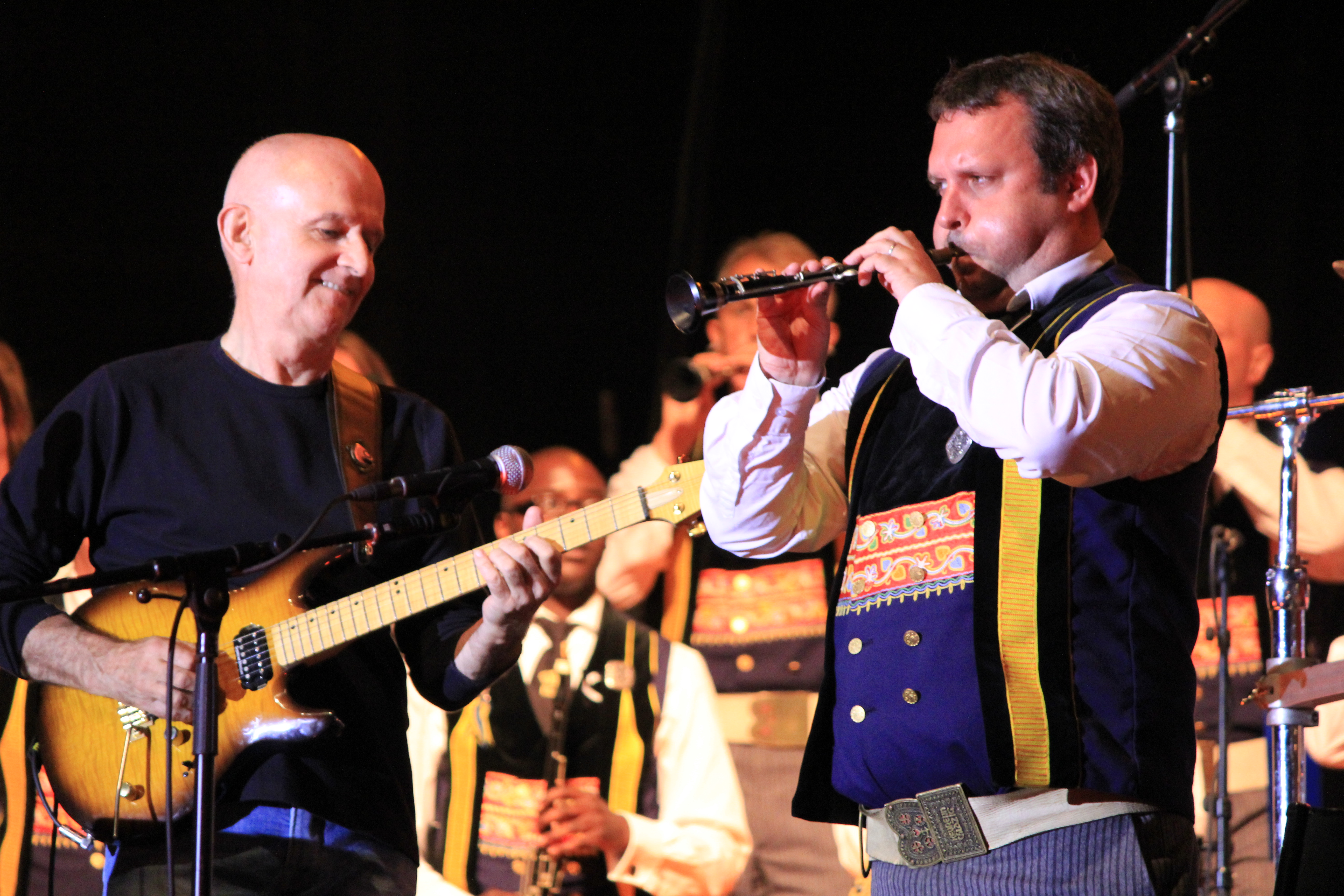
Le Bagad Kemper et son penn-sonneur Steven Bodénès participent à l'album Célébration de Dan Ar Braz en 2012.

## Résultats en championnat

### Championnat national des bagadoù
| 1951     | 1952     | 1953         | 1954 | 1955 | 1956 | 1957 | 1958        | 1959        | 1960        |
| -------- | -------- | ------------ | ---- | ---- | ---- | ---- | ----------- | ----------- | ----------- |
| Champion | Champion | 2e (1re cat) | NPP  | NPP  | NPP  | NPP  | 3e (3e cat) | 4e (3e cat) | 3e (3e cat) |

| 1961         | 1962        | 1963        | 1964        | 1965 | 1966         | 1967         | 1968         | 1969         | 1970         |
| ------------ | ----------- | ----------- | ----------- | ---- | ------------ | ------------ | ------------ | ------------ | ------------ |
| 1er (3e cat) | 2e (2e cat) | 5e (2e cat) | 5e (2e cat) | PDC  | 1er (2e cat) | 1er (2e cat) | 4e (1re cat) | 3e (1re cat) | 3e (1re cat) |

| 1971         | 1972         | 1973         | 1974         | 1975     | 1976     | 1977     | 1978     | 1979         | 1980         |
| ------------ | ------------ | ------------ | ------------ | -------- | -------- | -------- | -------- | ------------ | ------------ |
| 3e (1re cat) | 3e (1re cat) | 3e (1re cat) | 3e (1re cat) | Champion | Champion | Champion | Champion | 2e (1re cat) | 3e (1re cat) |

| 1981         | 1982     | 1983         | 1984     | 1985     | 1986         | 1987         | 1988     | 1989         | 1990         |
| ------------ | -------- | ------------ | -------- | -------- | ------------ | ------------ | -------- | ------------ | ------------ |
| 2e (1re cat) | Champion | 2e (1re cat) | Champion | Champion | 2e (1re cat) | 2e (1re cat) | Champion | 3e (1re cat) | 2e (1re cat) |

| 1991     | 1992         | 1993         | 1994     | 1995     | 1996         | 1997     | 1998     | 1999         | 2000     |
| -------- | ------------ | ------------ | -------- | -------- | ------------ | -------- | -------- | ------------ | -------- |
| Champion | 2e (1re cat) | 2e (1re cat) | Champion | Champion | 2e (1re cat) | Champion | Champion | 3e (1re cat) | Champion |

| 2001         | 2002     | 2003         | 2004     | 2005         | 2006         | 2007         | 2008         | 2009 | 2010         |
| ------------ | -------- | ------------ | -------- | ------------ | ------------ | ------------ | ------------ | ---- | ------------ |
| 2e (1re cat) | Champion | 2e (1re cat) | Champion | 5e (1re cat) | 4e (1re cat) | 3e (1re cat) | 3e (1re cat) | NPP  | 2e (1re cat) |

| 2011     | 2012     | 2013     | 2014     | 2015         | 2016         | 2017         | 2018                    | 2019         | 2020-21   | 2022     |
| -------- | -------- | -------- | -------- | ------------ | ------------ | ------------ | ----------------------- | ------------ | --------- | -------- |
| Champion | Champion | Champion | Champion | 2e (1re cat) | 2e (1re cat) | 2e (1re cat) | PDC - 4è / 2è (1re cat) | 2e (1re cat) | / (covid) | Champion |

### Palmarès du bagad Kemper
| Titres en tournois de bagadoù | Titres en tournois de pipe band |
| - Championnat national des bagadoù : - Vainqueur : 1951, 1952, 1975, 1976, 1977, 1978, 1982, 1984, 1985, 1988, 1991, 1994, 1995, 1997, 1998, 2000, 2002, 2004, 2011, 2012, 2013, 2014, 2022 | - Trophée Bowhill à Saint-Vincent-sur-Oust : - Vainqueur : 1982, 1988, 1990, 1992, 1993 - Trophée du parc d'Armorique à Menez Meur : - Vainqueur : 1986, 1987, 1988, 1990, 1991, 1992, 1993 - Trophée Ronsed Mor à Locoal-Mendon : - Vainqueur : 1992 |

## Sources